# Croix du Buffre
La croix du Buffre est une croix monumentale dans le hameau du Buffre, sur la commune de Hures-la-Parade dans le département de la Lozère en France.

## Localisation
Elle est plantée sur un ancien chemin de pèlerinage, qui traversait le causse Méjean de Sainte-Enimie à Meyrueis pour se rendre à Saint-Guilhem-le-Désert.

## Histoire
Datant du XIIe siècle — sur son socle est gravée la date de « 1151 » — il s'agit de la croix de chemin la plus ancienne du département.
Elle est inscrite aux monuments historiques depuis 1984.

## Sources et références
1. ↑  Notice no PA00132966, sur la plateforme ouverte du patrimoine, base Mérimée, ministère français de la Culture